# Zgrada Stafileo u Trogiru
Zgrada Stafileo u gradiću Trogiru, adresa Matije Gupca 20, predstavlja zaštićeno kulturno dobro.

## Opis dobra
Gotička kuća Stafileo kamena je dvokatnica podignuta u sjeverozapadnom dijelu uže povijesne jezgre Trogira u 15. st. Reprezentativno pročelje okrenuto je na jug. Profilirani vijenci odjeljuju katove s gotičkim prozorima na svakom katu. Na sjevernom je pročelju kameno stubište s podestom (sularom) ograđenim kamenom ogradom, na prvom katu gotički prozor, a na drugom bifora s grbom obitelji u obliku grozda na štitu. Dogradnja glavnoj zgradi izvedena na pravokutnom tlocrtu i poprečno orijentirana prema glavnoj kući, podignuta je u kamenu u 18. st. bez značajnih stilskih obilježja. U interijeru se na drugom katu sačuvalo kameno pilo bogatog gotičkog ukrasa.

## Zaštita
Pod oznakom Z-5105 zavedena je pod vrstom "nepokretno kulturno dobro - pojedinačno", pravna statusa zaštićena kulturnog dobra, klasificirano kao "stambene građevine".